# Karl Carstens
Karl Carstens GOC • GCC • GColSE (Bremen, 14 de dezembro de 1914 - Meckenheim, Renânia do Norte, 30 de maio de 1992) foi um político alemão. Filiado na União Democrata-Cristã (CDU), foi presidente da Alemanha de 1979 a 1984.
Carstens estudou Direito e Ciências Políticas nas universidades de Frankfurt, Dijon, Munique, Königsberg e Hamburgo. Em 1949 terminou um mestrado em Direito na Escola de Leis da Universidade de Yale.
Carstens, como tantos na altura, uniu-se às SA, organização paramilitar nazi, em 1933, e ao Partido Nazi entre 1940 e 1945. Dez anos depois de terminada a guerra, filiou-se na União Democrata-Cristã, CDU.
Em 1960 alcançou o cargo de secretário de Estado no Ministério dos Negócios Estrangeiros. A 4 de Fevereiro desse ano foi feito Grande-Oficial da Ordem Militar de Cristo de Portugal. Durante o governo da grande coligação, (1966-1969), foi Secretário de Estado no Ministério da Defesa e, a partir de 1968, diretor da Chancelaria. A 13 de Outubro de 1966 foi elevado a Grã-Cruz da Ordem Militar de Cristo de Portugal.
Foi eleito membro do Bundestag de 1972 a 1979. De 1973 a 1976 foi porta-voz do grupo parlamentar da coligação CDU/CSU. Neste período mostrou-se crítico com o que denominou "tendências excessivamente esquerdistas existentes na sociedade alemã" , estendendo as suas críticas ao governo do SPD, que considerava "excessivamente débil face aos grupos de extrema-esquerda" e acusou o escritor Heinrich Böll de prestar apoio ao grupo terrorista Baader-Meinhof.
Em 1976, após as eleições que converteram a CDU/CSU no partido mais votado, foi feito presidente do Bundestag.
Foi eleito presidente federal da Alemanha em 23 de maio de 1979, mas em 1984 não foi reeleito.
A 23 de Dezembro de 1980 recebeu o Grande-Colar da Ordem Militar de Sant'Iago da Espada de Portugal. Recebeu o Doutoramento Honoris Causa da Universidade de Coimbra em 1981.
Em 1983, o chanceler Helmut Kohl submeteu-se a uma moção de confiança que sabia perdida com o objetivo de obter uma maioria mais ampla em novas eleições gerais. Esta atuação, muito criticada, foi secundada pelo presidente Carstens ao não pôr nenhum obstáculo ao decreto de dissolução do Bundestag e à convocatória para novas eleições.
Decidiu não presentar-se a um segundo mandato e abandonou a presidência federal em 30 de junho de 1984, sendo sucedido por Richard von Weizsäcker. Nesse ano foi galardoado com o Prémio Carlos Magno.